# Antonio Muñoz Tébar
Antonio Muñoz Tébar (Caracas, 12 de mayo de 1792-La Puerta, 15 de junio de 1814) fue un periodista y político venezolano.
Cuando comenzó el movimiento del 19 de abril de 1810, se incorporó a la lucha por la independencia, para lo cual tuvo que abandonar los estudios y el convento de San Felipe Neri, donde había ingresado por decisión de sus padres a los 14 años, después de recibirse como bachiller en filosofía en la Universidad de Caracas.

## Biografía
Gracias a provenir de una familia bastante acomodada para la época y a haber tenido la posibilidad de pertenecer a la esfera culta de Caracas, cosechó en sus años de juventud amistades influyentes en América y el Caribe, lo que hizo posible su posterior contacto con los más importantes protagonistas del Movimiento Independentista Venezolano. Su poderío económico y sus conexiones directas en las esferas de influencia del país, hicieron posible que cuando Andrés Bello salió en misión a Londres, en 1810, Muñoz Tébar se encargara de sustituirlo en el cargo de segundo oficial de la Secretaría de Estado. Perteneció a la Sociedad Patriótica, donde pedía a través de sus fogosos discursos la Independencia inmediata de Venezuela. Fundó y redactó, con Vicente Salias, El Patriota de Venezuela, périodico del cual se publicaron sólo 7 números entre 1811 y 1812.
Fue partidario de conceder plenos poderes a Francisco de Miranda en 1812, año en el cual recibió el nombramiento como Secretario de Estado y Relaciones Exteriores. Después de la capitulación, al finalizar la Primera República, fue a prisión con otros patriotas.
En 1813 estuvo entre los patriotas liberados después de la partida de los españoles de Caracas y La Guaira. En agosto se desempeña como Secretario de Hacienda y Relaciones Exteriores en el Gobierno de Simón Bolívar. A partir de ese año acompaña a Bolívar en su nuevo Gobierno. Desde los improvisados cuarteles despacha los asuntos de Estado, y tuvo que justificar ante el mundo la proclama del Decreto de guerra a muerte firmado en Trujillo el 15 de junio de 1813.
Apoyó el proyecto de creación de una federación de naciones de la América española que debía unirse a la América del Norte para garantizar la paz del continente.
En 1813 y 1814 fue colaborador de la Gazeta de Caracas. Era el encargado de redactar boletines de guerra de las campañas de Bolívar mientras le acompañaba; en ellos describía los pormenores de cada batalla, como fue el caso del 12 de febrero de 1814, en La Victoria. Fue de esa manera como fue capturado y fusilado el 15 de junio de 1814 en la batalla que se libró en el sitio de La Puerta, en el Estado Guárico.